# Área de Conservação da Paisagem de Otepää
A Área de Conservação da Paisagem de Otepää (ou Parque Natural de Otepää) é um parque natural situado no Condado de Valga, na Estónia.
A sua área é de cerca de 22.209 hectares.